# Cotswold (distrito)
Cotswold é um distrito de administração local em Gloucestershire, Inglaterra. O seu nome tem origem na grande região de Cotswolds. A maior cidade é Cirencester.
O distrito foi criado em 1 de Abril de 1974, sob a Lei do Governo Local de 1972, pela fusão do distrito urbano de Cirencester com o Distrito Rural de Cirencester, Distrito Rural de North Cotswold, Distrito Rural de Northleach e Distrito Rural de Tetbury.
Cerca de 80% do distrito fica situado na zona de influência geográfica do rio Tâmisa, com o próprio rio, e vários afluentes como o rio Windrush e o rio Leach,  a atravessar o distrito.